# Cumaná
Cumaná és la capital i la seu dels poders públics de l'estat de Sucre, a Veneçuela. Es troba a l'entrada del golf de Cariaco, a la riba de la desembocadura del riu Manzanares. Les estimacions de població per al 2013 són de 480.672 habitants. Fou una de les primeres ciutats fundades pels espanyols a la terra ferma del continent americà. N'hi ha que pensen que la primera fou San Sebastián de Urabá, d'altres que la primera fou Santa María la Antigua, de Darién.

## Història

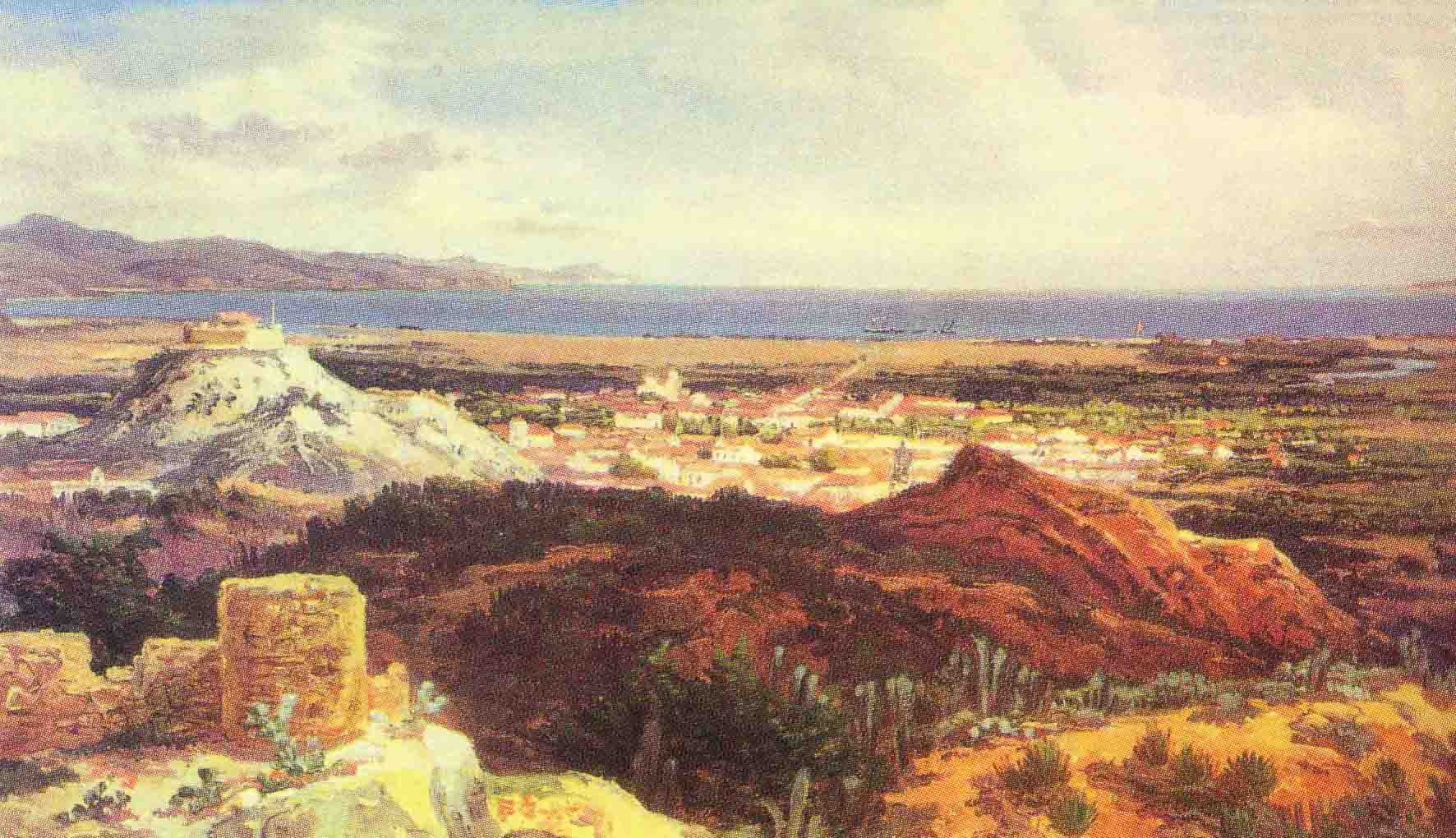
Vista de Cumaná des del castell vell (1843), de Ferdinand Bellermann. Oli sobre cartolina

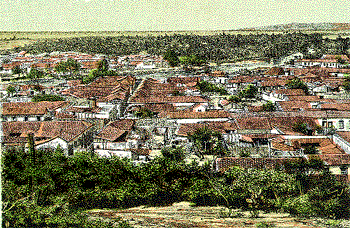
Dibuix de la ciutat de Cumaná als anys 1860

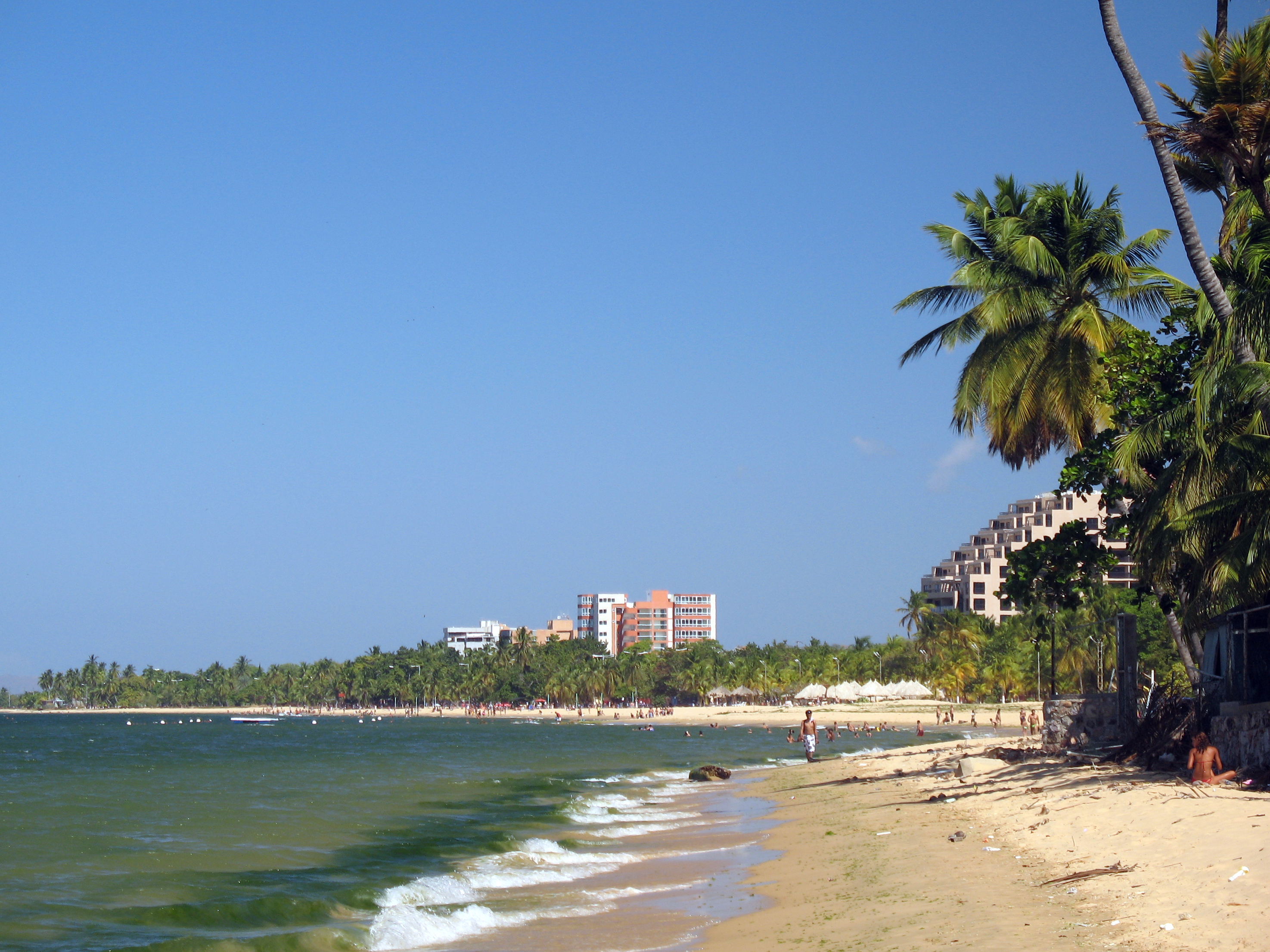
Platja de San Luis

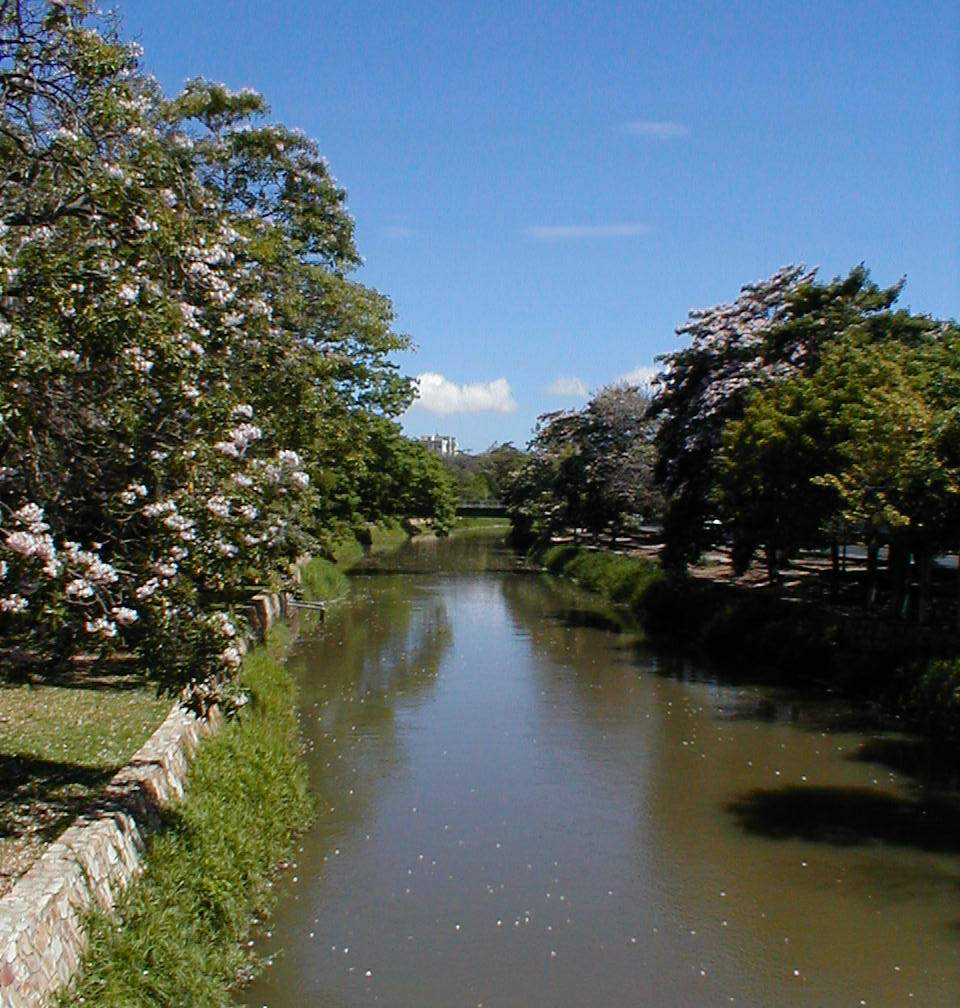
El riu Manzanares

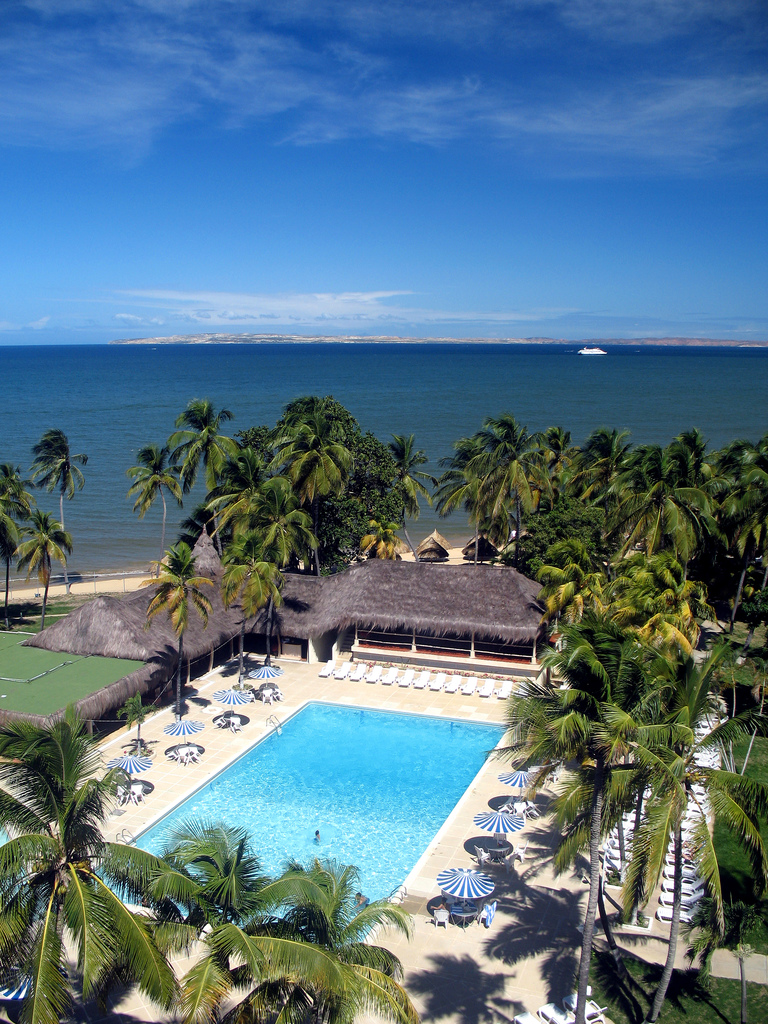
Vista d'un hotel de Cumaná

La regió era habitada pels indígenes d'origen carib, probablement els chaima i els guaiquerí, que ja vivien a l'illa Margarita i que, segons el que li van explicar els indígenes a Alexander von Humboldt, estaven emparentats amb els warao i parlaven un dialecte de la llengua warao.
Cumaná (que vol dir 'unió de mar i riu'), va ser fundada el 1501 per uns frares franciscans que somiaven amb un intent d'evangelització pura, sense la presència de soldats i mercaders. El 3 d'octubre de 1520, un grup d'indígenes liderats pel cacic Maragüey es revoltà: van destruir el monestir franciscà i van matar-ne els frares. Quan la notícia va arribar a Santo Domingo, la Real Audiencia hi envià Gonzalo de Ocampo amb un grup de soldats amb la missió de pacificar la zona com calgués. A Cubagua, no hi havia fonts i els buscadors de perles se'n proveïen al riu Cumaná, el qual anomenaren Manzanares. Per això, necessitaven un accés al riu lliure d'atacs. Gonzalo de Ocampo va dirigir diversos atacs contra els indígenes, els empresonà i en condemnà un gran nombre i començà a construir la fortalesa i a poblar Cumaná, la qual anomenà Nova Toledo. Aquest poblament va durar molt poc perquè els espanyols no s'hi volien quedar a passar gana per més que els semblés molt atractiu enriquir-se ràpidament amb les perles de Cubagua.
Amb la protecció de la fortalesa, els franciscans van reconstruir el monestir. Al monestir, s'hi hostatjà el pare De las Casas, el qual denunciava els abusos que es cometien contra els indígenes. Més alçaments dels indígenes i el terratrèmol de 1530 van engegar en orris l'assentament espanyol, la qual cosa retardà l'establiment definitiu de Cumaná. El 1562, Montesinos va aixecar sobre les ruïnes de la Nova Toledo d'Ocampo una altra ciutat que anomenà Nova Còrdova, la qual tampoc no durà gaire.
Finalment, el 1569, el conquistador Diego de Serpa establí l'assentament definitiu de la ciutat, que batejà amb el nom de Cumaná, nom que encara es fa servir en l'actualitat.

### Colonització europea
Gonzalo de Ocampo fundà Cumaná com a poblat espanyol l'any 1521, tot i que els missioners franciscans ja havien començat a poblar-la el 1501. Fou la primera ciutat europea a terra ferma del continent americà. Segons els relats històrics, el monestir on vivien els franciscans fou destruït durant la revolta indígena liderada pel cacic Maragüey i fou Ocampo qui el reconstruí l'any 1520 i anomenà la població Nova Toledo. Una segona revolta tornà a esfondrar el monestir, que tornà a ser reconstruït el 1523 pel capità Jácome Castellón.
El 1530, Nova Còrdova (nom antic de Cumaná) fou assotada per un terratrèmol. La ciutat va haver de ser reconstruïda pels seus habitants. Arran dels fets de Cubagua del 1543, moment en el qual aquest poblat fou envaït per pirates francesos, el creixement de Nova Còrdova s'estancà. El 1562, es nomenà com a batlle el frare Francisco Montesinos. El 1569, Diego Hernández de Serpa canvià el nom de la població per Cumaná (nom que, segons la llengua que parlaven els indígenes, vol dir 'unió de mar i riu') i començà a governar-la. El 2 de juliol de 1591, el rei Felip II concedí a Cumaná el títol de ciutat.
La família de Juan Rangel Sanguino, formada per ell, la seva dona María Durán, el seu sogre Esteban García, quatre filles d'entre 18 i 22 i un fill de 9, van arribar a Cumaná el 1569 amb l'expedició que organitzà Diego Hernández de Serpa, per tal de colonitzar el territori de Nova Andalusia que se li havia adjudicat a aquest conquistador.
El matrimoni format per Juan Rangel Sanguino i María Durán, que havien nascut, respectivament, el 1526 i el 1528, es van casar a Aceuchal (Badajoz), on havien nascut, el 1547. María morí durant la travessia de l'Atlàntic, mentre Juan morí a Cumaná l'any 1572, d'on ja era alcalde, quan, durant una batalla contra els indígenes, una fletxa el matà. Tot i que els seus fills van quedar orfes en aquelles inhòspites terres, van saber sortir-se'n en aquelles circumstàncies.
Els fills d'aquest matrimoni van sortir-se'n en la lluita contra els indígenes i en els diversos problemes que hi havia a les noves ciutats del continent americà, que es poblaven a mesura que arribaven noves expedicions. La seva filla gran, María, va néixer a Aceuchal el 1548 i, quan tenia 15 anys, es casà amb un tal Rodrigo Macías, que probablement es quedà a Espanya perquè la seva arribada a Veneçuela no s'esmenta enlloc.
La segona, Marina, va néixer el 1549 a Aceuchal i es casà a Cumaná amb Andrés Ardouín el 1570 i van tenir cinc fills. Andrés era descendent de família francesa i, d'entre els fills que van tenir, María Ardouín Rangel es casà amb Pablo de Lizaso i esdevindrien els rebesavis del mariscal Antonio José de Sucre, un dels personatges més destacats de la independència americana.
Una altra de les filles, Juana Catalina, que també havia nascut a Aceuchal el 1550, es casà a Cumaná amb Francisco Medina de Centeno el 1580, el qual era de Trujillo (Càceres) i van tenir dos fills.
L'última de les filles, Leonor, que també havia nascut a Aceuchal l'any 1565, es casà a Cumaná el 1586 amb Alonso Hernández de Serpa, fill de Diego Hernándes de Serpa (amb el qual la família havia vingut a Veneçuela). Aquest matrimoni va tenir 3 fills.
L'últim que es casà fou el fill, Juan Esteban Rangel Durán, que també havia nascut a Aceuchal el 1560 i que fou atacat en la batalla on morí el seu pare quan tenia 12 anys. No obstant això, es va saber defensar amb valentia. Es va casar el 1588 amb Juana Gómez, d'Extremadura, i van tenir tres fills.
Tots ells es van quedar a Cumaná.

### Segles XVIII i XIX
El 1726, la província de Cumaná era formada per Cumaná, Guayana, Barcelona, Maturín i l'illa de Trinitat. Aquesta organització es desintegrà gradualment fins que Guayana i Barcelona van convertir-se en províncies independents. El 1766, tingué lloc un terratrèmol molt fort que destruí la ciutat. El 1777, es creà la Capitania General de Veneçuela, que era formada per set províncies, entre les quals hi havia la província de Cumaná. El 1797, tingué lloc un altre terratrèmol que destruí gairebé tots els edificis de la ciutat.
Alexander von Humboldt arribà a Cumaná el juliol de 1799 des d'Europa. Va quedar-se a la ciutat durant uns mesos i hi realitzà observacions sobre la geologia, la fauna i la societat de la regió. Humboldt ens explica que encara hi havia poblacions d'indígenes d'ètnia guaiquerí a l'entrada de la ciutat, tot i que ja només sabien parlar castellà.
Després dels fets de Caracas de l'abril de 1810, arribaren a Cumaná dos comissionats de Caracas i es convocà una reunió per constituir la Junta de Govern Provisional que posteriorment assumí el govern de la província. Quan es va dissoldre la gran Colòmbia i José Antonio Páez assumí la presidència de Veneçuela, el país es dividí en 11 províncies, una de les quals fou Cumaná, i que es divideix en Cumaná, Cariaco, Carúpano, riu Carib, Güiria, Aragua de Maturín i Barrancas.
El 1835, José María Vargas assumí la presidència de Veneçuela. El 25 de juliol d'aquell any, Cumaná s'uní als partidaris de la revolució per deposar el president. El 1851, van tenir lloc una sèrie d'aldarulls que volien deposar el president José Gregorio Monagas. El 1853, un terratrèmol destruí bona part de Cumaná. El moviment contra el president no aconseguí deposar-lo. El 1856, José Tadeo Monagas és escollit com a president i es torna a separar Cumaná i Maturín en una nova divisió territorial.

## Clima
| Paràmetres climàtics mitjans de Cumaná, Veneçuela        | Paràmetres climàtics mitjans de Cumaná, Veneçuela | Paràmetres climàtics mitjans de Cumaná, Veneçuela | Paràmetres climàtics mitjans de Cumaná, Veneçuela | Paràmetres climàtics mitjans de Cumaná, Veneçuela | Paràmetres climàtics mitjans de Cumaná, Veneçuela | Paràmetres climàtics mitjans de Cumaná, Veneçuela | Paràmetres climàtics mitjans de Cumaná, Veneçuela | Paràmetres climàtics mitjans de Cumaná, Veneçuela | Paràmetres climàtics mitjans de Cumaná, Veneçuela | Paràmetres climàtics mitjans de Cumaná, Veneçuela | Paràmetres climàtics mitjans de Cumaná, Veneçuela | Paràmetres climàtics mitjans de Cumaná, Veneçuela | Paràmetres climàtics mitjans de Cumaná, Veneçuela |
| Mes                                                      | Gen.                                              | Feb.                                              | Mar.                                              | Abr.                                              | Mai.                                              | Jun.                                              | Jul.                                              | Ago.                                              | Set.                                              | Oct.                                              | Nov.                                              | Des.                                              | Anual                                             |
| -------------------------------------------------------- | ------------------------------------------------- | ------------------------------------------------- | ------------------------------------------------- | ------------------------------------------------- | ------------------------------------------------- | ------------------------------------------------- | ------------------------------------------------- | ------------------------------------------------- | ------------------------------------------------- | ------------------------------------------------- | ------------------------------------------------- | ------------------------------------------------- | ------------------------------------------------- |
| Temperatura diària màxima °C (°F)                        | 31,1 (88)                                         | 31,7 (89,1)                                       | 32,2 (90)                                         | 32,0 (89,6)                                       | 32,8 (91)                                         | 31,7 (89,1)                                       | 31,7 (89,1)                                       | 31,7 (89,1)                                       | 32,2 (90)                                         | 32,8 (91)                                         | 32,2 (90)                                         | 31,7 (89,1)                                       | 32,0 (89,6)                                       |
| Temperatura diària mínima °C (°F)                        | 20,0 (68)                                         | 20,6 (69,1)                                       | 21,7 (71,1)                                       | 22,8 (73)                                         | 23,3 (73,9)                                       | 22,8 (73)                                         | 22,8 (73)                                         | 22,8 (73)                                         | 22,8 (73)                                         | 22,8 (73)                                         | 22,2 (72)                                         | 21,1 (70)                                         | 22,1 (71,8)                                       |
| Precipitació total mm (polzades)                         | 7,6 (0,3)                                         | 2,5 (0,1)                                         | 2,5 (0,1)                                         | 7,6 (0,3)                                         | 48,3 (1,9)                                        | 104,1 (4,1)                                       | 119,4 (4,7)                                       | 121,9 (4,8)                                       | 83,8 (3,3)                                        | 58,4 (2,3)                                        | 43,2 (1,7)                                        | 22,9 (0,9)                                        | 622,3 (24,5)                                      |
| Font: The Weather Channel Interactive, Inc. Març de 2009 |                                                   |                                                   |                                                   |                                                   |                                                   |                                                   |                                                   |                                                   |                                                   |                                                   |                                                   |                                                   |                                                   |

## Divisió administrativa
La ciutat es divideix en sis parròquies, les quals formen el municipi de Sucre, del qual Cumanà també és capital. Aquestes parròquies són: Valentín Valiente, Altagracia, Santa Inés, Ayacucho, Gran Mariscal i Raúl Leoni.

## Patrimoni
A la ciutat s'hi troba el castell de San Antonio de la Eminencia, construït entre 1659 i 1686 i declarat Monument Històric Nacional de Veneçuela l'any 1965.

## Ciutadans il·lustres de Cumaná
- Antonio José de Sucre (1795-1830) - polític, estadista i militar veneçolà, líder de la independència i també governador de Bolívia i governador del Perú. General en cap de l'exèrcit de la gran Colòmbia i comandant de l'exèrcit del Sud.
- José Antonio Mayobre (1913-1980) - polític i economista.
- Iñaki Anasagasti (1947) - polític espanyol nacionalista basc.
- Salvador Llamozas (1854-1940), músic i escriptor.